# أسفهسلار
الأسفهسلار هو وظيفة من وظائف أصحاب السيوف أُستخدمت في كثير من أنحاء العالم الإسلامي خلال القرنين العاشر والخامس عشر، وهي كلمة أعجمية معناها «مقدم العسكر» أو «قائد الجيش»، وكان صاحب هذه الوظيفة في مصر يسمى «ساري عسكر». وقد انتقل استخدام هذا اللقب من الدولة الفارسية إلى العباسية ثم إلى الفاطمية فالمملوكية.

## أصل الكلمة
اللفظ مركب من كلمتين: «أسفه»، وهي فارسية بمعنى المقدَّم، و«سلار» وهي تركية بمعنى الجند، والمعنى العام: مقدم الجند أو قائد الجيوش.

## الأستخدم في القوقاز والمشرق
أدى النفوذ البويهي، ولا سيما النفوذ السلجوقي، إلى انتشار الأسفهسلار، جنبًا إلى جنب مع الألقاب الفارسية الأخرى، غربًا إلى المشرق وحتى بلاد القوقاز المسيحية ففي الأرمينية أصبحت سفهسلار، وفي الجورجية امیر سپه سالار، وواحدة من الأربع وزراء في مملكة الجورجية. كان العنوان أيضًا شائع الاستخدام بين سلالات الأتابكة التركية في سوريا والعراق وفيما بعد الأيوبيين، سواء للقادة العسكريين الإقليميين بشكلاً فريد، كأحد الألقاب الشخصية للأتابكة أنفسهم.